# Ярчак Микола Петрович
Микола Петрович Ярчак (біл. Мікалай Пятровіч Ярчак; нар. 25 травня 1950, с. Гощево, Івацевицький район Брестської обл.) — білоруський хімік. Доктор хімічних наук (1991), професор (1998).

## Біографічні відомості
Закінчив БДУ (1971). 3 1971 Інституті органічного синтезу АН Латвії. 3 1996 року в Брестському університеті (завідувач кафедри). 3 2000 директор-організатор Відділу проблем Полісся Національної АН Білорусі. 

## Наукова діяльність
Наукові роботи з теоретичної, органічної та медичної хімії, питань агрохімії, екології та водного господарства, теорії компенсації електричного поля молекул. Запропонував спосіб визначення структурних параметрів молекул у рідкому стані і розчини. Синтезував семикоординовані сполуки кремнію, експериментально підтвердив існування нового типу водневого зв'язку. Розробив безінсектицидний спосіб охорони пасльонових від колорадських жуків, екологічну систему очищення побутових стоків. 

## Вибрана бібліографія
- Элементоорганические производные фурана: Синтез и масс-спектрометрическое исследование 2-карбофункциональных 5-фурилсиланов (у сааўт.) // Журн. общей химии. 1984. Т. 54, вып. 6.
- Да пытання мадэлявання некаторых глебаўтваральных працэсаў // Прыроднае асяроддзе Палесся: сучасны стан і яго змены: Матэрыялы міжнар. навук. канф. Брэст, 2002. Ч. 1.